# کن-آمون

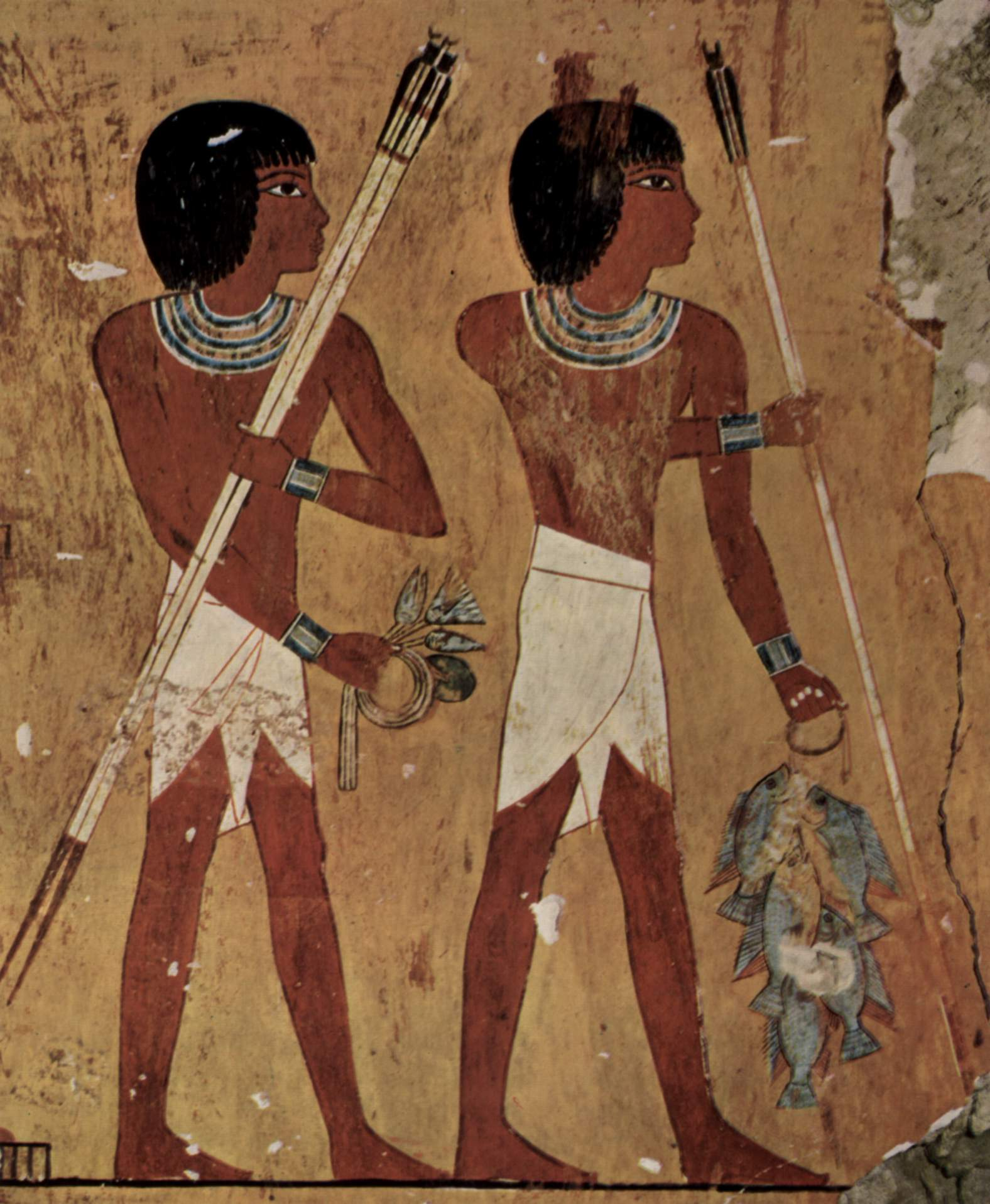

کن-آمون (انگلیسی: Ken-Amun) مباشر و متصدی اسناد و مدارک سلطنتی در دوران حکومت دودمان نوزدهم در مصر باستان بود. او با زنی به نام «آیسیس» ازدواج کرده بود که نغمه‌سرا و خنیاگرِ خدای «آتوم» بود.
مقبرهٔ وی در سال ۲۰۱۰ میلادی توسط «زاهی حواس» در «پیتوم» در نزدیکی «اسماعیلیه» در ۱۲۰ کیلومتری شرق قاهره کشف شد. این نخستین مقبرهٔ از دودمان بیستم مصر در مصر سفلی بود که کشف شد.